# Józef von Kościelski

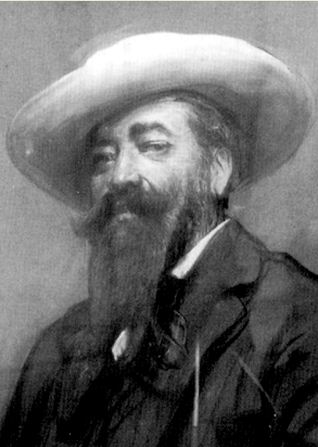
Józef Kościelski

Józef Kościelski (* 9. November 1845 in Służewo (Kongresspolen); † 22. Juli 1911 in Posen (Deutsches Kaiserreich)) war ein polnischer Politiker, Poet und Dramatiker.

## Leben
Józef Kościelski stammte aus einer Großgrundbesitzerfamilie. Er besuchte Gymnasien in Posen und Braunsberg und studierte anschließend Rechtswissenschaften in Berlin und Heidelberg. Während seiner Studienzeit leitete er in Berlin die Polnische Akademische Gesellschaft (Towarzystwo Polskich Akademików). Nach dem Studium unternahm er 1871 bis 1872 Reisen nach Frankreich, Afrika und in den Nahen Osten.
Nach der Heimkehr leitete er zunächst die Familienländereien, betätigte sich literarisch und engagierte sich politisch. Von 1884 bis zu seiner Mandatsniederlegung am 9. März 1894 war er Reichstagsabgeordneter in der polnischen Fraktion. Er war zeitweise Vorsitzender seiner Fraktion und befürwortete die gemäßigte Ausgleichspolitik mit Preußen in der Ära Caprivi. Mit einem Teil der Fraktion stimmte er 1891 dem Marineetat, 1893 dem Heeresetat und 1891 bis 1893 den von den Konservativen abgelehnten Handelsverträgen zu. Er wurde dafür von den meisten anderen polnischen Abgeordneten kritisiert und legte daraufhin sein Mandat nieder. Noch im selben Jahr bekräftigte er auf dem Polentag in Lemberg seine polnische Gesinnung und sprach von der Einheit und Unteilbarkeit der polnischen Nation. Auch wenn er nicht die Wiederherstellung des polnischen Staates forderte, lösten seine Äußerungen heftige ablehnende Reaktionen in Teilen der deutschen Öffentlichkeit aus.
1895 erwarb er das Landgut Miłosław, wandte sich sozialen und kulturellen Aktivitäten zu, unterstützte polnische Studenten in Deutschland (u. a. Jan Kasprowicz u. Wojciech Korfanty); 1899 gründete und leitete er die Polnische Literatur- und Presse-Gesellschaft (Towarzystwo Dziennikarzy i Literatów Polskich). Er engagierte sich in zahlreichen Handels- und Industriegesellschaften (u. a. war er Aufsichtsratsvorsitzender der H. Cegielski AG).

## Werke (Auswahl)
- Dichtung:
  - Sonety nadgoplańskie (1868)
  - Poezje (1883)
  - Preludia zakopiańskie (1903)
- Drama
  - Władysław Biały, książę gniewkowski (1874)
  - Arria (1874)
  - W imię krzyża (1882)
  - Dwie miłości (1884)
  - Tragedia jakich wiele (1908)
  - Poznańczanie we Włoszech (1873)
  - Prelegent (1882)
  - Dzienniczek Justysi (1889)